# Agallia longistilata
Agallia longistilata är en insektsart som beskrevs av Luci B. N. Coelho och Dutra 1992. Agallia longistilata ingår i släktet Agallia och familjen dvärgstritar. Inga underarter finns listade i Catalogue of Life.